# Mednarodna hokejska liga 2004/05
Mednarodna hokejska liga 2004/05 je bila šesta sezona Mednarodne hokejske lige. Naslov prvaka je osvojil klub HK Jesenice, ki je v finalu premagal Albo Volán Székesfehérvár. 

## Redni del

### Lestvica
| Poz | Klub                      | OT | TOČ | Z (ZP) | P (PP) | PG | DG | GR  |
| --- | ------------------------- | -- | --- | ------ | ------ | -- | -- | --- |
| 1   | HK Jesenice               | 20 | 59  | 20 (1) | 0 (0)  | 97 | 25 | +72 |
| 2   | Alba Volán Székesfehérvár | 20 | 30  | 10 (3) | 10 (3) | 57 | 54 | +30 |
| 3   | Dunaújvárosi Acélbikák    | 20 | 29  | 9 (1)  | 11 (3) | 58 | 65 | -7  |
| 4   | HK Slavija                | 20 | 25  | 9 (3)  | 11 (1) | 52 | 67 | -15 |
| 5   | HDD Olimpija Ljubljana    | 20 | 25  | 10 (6) | 10 (1) | 53 | 71 | -18 |
| 6   | KHL Medveščak             | 20 | 12  | 2 (0)  | 18 (7) | 39 | 74 | -35 |

### Statistika

#### Najboljši strelci
| Poz | Igralec          | Klub                   | OT | G  | A  | TOČ | KM | +/- |
| --- | ---------------- | ---------------------- | -- | -- | -- | --- | -- | --- |
| 1   | Tomaž Razingar   | HK Jesenice            | 16 | 19 | 15 | 34  | 26 | +33 |
| 2   | Balázs Ladányi   | Dunaújvárosi Acélbikák | 19 | 12 | 19 | 31  | 6  | +4  |
| 3   | Marcel Rodman    | HK Jesenice            | 19 | 7  | 21 | 28  | 20 | +37 |
| 4   | Dejan Kontrec    | HK Slavija             | 16 | 9  | 15 | 21  | 2  | -3  |
| 5   | Toni Tišlar      | HK Jesenice            | 19 | 9  | 9  | 18  | 8  | +30 |
| 6   | Matej Hočevar    | HK Slavija             | 17 | 6  | 12 | 18  | 36 | 0   |
| 7   | Jaka Avguštinčič | HK Slavija             | 20 | 9  | 8  | 17  | 30 | -1  |
| 8   | Peter Šlamiar    | KHL Medveščak          | 18 | 12 | 4  | 16  | 12 | 0   |
| 9   | Viktor Tokaji    | Dunaújvárosi Acélbikák | 19 | 2  | 14 | 16  | 20 | +8  |
| 10  | Manny Malhotra   | HDD Olimpija Ljubljana | 13 | 8  | 7  | 15  | 16 | +10 |

#### Najboljši vratarji
| Poz | Igralec         | Klub                      | OT | OMIN | SNG | US  | PG | OUS   | GNT  | TBG |
| --- | --------------- | ------------------------- | -- | ---- | --- | --- | -- | ----- | ---- | --- |
| 1   | Robert Kristan  | HK Jesenice               | 19 | 1113 | 416 | 394 | 22 | 94.71 | 1.19 | 6   |
| 2   | Klemen Mohorič  | HK Slavija                | 13 | 759  | 395 | 361 | 34 | 91.39 | 2.69 | 0   |
| 3   | Gaber Glavič    | HK Jesenice               | 3  | 92   | 45  | 41  | 4  | 91.11 | 2.61 | 0   |
| 4   | Krisztián Budai | Alba Volán Székesfehérvár | 20 | 1222 | 540 | 490 | 50 | 90.74 | 2.45 | 1   |
| 5   | Anže Ulčar      | KHL Medveščak             | 19 | 1158 | 690 | 623 | 67 | 90.29 | 3.47 | 1   |
| 6   | Andrej Hočevar  | HDD Olimpija Ljubljana    | 7  | 379  | 222 | 200 | 22 | 90.09 | 3.48 | 0   |
| 7   | Tommi Satosaari | HDD Olimpija Ljubljana    | 15 | 854  | 480 | 432 | 48 | 90.00 | 3.37 | 1   |
| 8   | Levente Szuper  | Dunaújvárosi Acélbikák    | 13 | 791  | 370 | 328 | 42 | 88.65 | 3.19 | 1   |
| 9   | Luka Simčič     | HK Slavija                | 8  | 459  | 284 | 251 | 33 | 88.38 | 4.31 | 0   |
| 10  | Tamas Halmosi   | Dunaújvárosi Acélbikák    | 6  | 360  | 136 | 113 | 23 | 83.09 | 3.83 | 0   |

## Končnica
*-po podaljšku.

### Četrtfinale
HK Jesenice in Alba Volán Székesfehérvár sta se zaradi položaja na lestvici avtomatsko uvrstila v polfinale.

#### Dunaújvárosi Acélbikák - KHL Medveščak
| 11. januar 2005 | Dunaújvárosi Acélbikák | 3:0 | KHL Medveščak | Ledena dvorana, Székesfehérvár |

| Poročilo tekme | Poročilo tekme | Poročilo tekme | Poročilo tekme | Poročilo tekme |
| -------------- | -------------- | -------------- | -------------- | -------------- |
|                |                | (1-0,1-0,1-0)  |                |                |

| 12. januar 2005 | Dunaújvárosi Acélbikák | 3:4* | KHL Medveščak | Ledena dvorana, Székesfehérvár |

| Poročilo tekme | Poročilo tekme | Poročilo tekme    | Poročilo tekme | Poročilo tekme |
| -------------- | -------------- | ----------------- | -------------- | -------------- |
|                |                | (1-1,1-2,1-0,0-0) |                |                |

| 14. januar 2005 | KHL Medveščak | 3:2 | Dunaújvárosi Acélbikák | Dom Športova, Zagreb |

| Poročilo tekme | Poročilo tekme | Poročilo tekme | Poročilo tekme | Poročilo tekme |
| -------------- | -------------- | -------------- | -------------- | -------------- |
|                |                | (1-0,1-1,1-1)  |                |                |

#### HK Slavija - HDD Olimpija Ljubljana
| 11. januar 2005 | HK Slavija | 6:1 | HDD Olimpija Ljubljana | Dvorana Zalog, Ljubljana |

| Poročilo tekme | Poročilo tekme | Poročilo tekme | Poročilo tekme | Poročilo tekme |
| -------------- | -------------- | -------------- | -------------- | -------------- |
|                |                | (2-0,3-0,1-1)  |                |                |

| 12. januar 2005 | HK Slavija | 3:2 | HDD Olimpija Ljubljana | Dvorana Zalog, Ljubljana |

| Poročilo tekme | Poročilo tekme | Poročilo tekme | Poročilo tekme | Poročilo tekme |
| -------------- | -------------- | -------------- | -------------- | -------------- |
|                |                | (0-0,1-0,2-2)  |                |                |

### Polfinale

#### HK Jesenice - HK Slavija
| 18. januar 2005 | HK Jesenice | 8:2 | HK Slavija | Dvorana Podmežakla, Jesenice |

| Poročilo tekme | Poročilo tekme | Poročilo tekme | Poročilo tekme | Poročilo tekme |
| -------------- | -------------- | -------------- | -------------- | -------------- |
|                |                | (3-0,4-1,1-1)  |                |                |

| 19. januar 2005 | HK Jesenice | 3:2 | HK Slavija | Dvorana Podmežakla, Jesenice |

| Poročilo tekme | Poročilo tekme | Poročilo tekme | Poročilo tekme | Poročilo tekme |
| -------------- | -------------- | -------------- | -------------- | -------------- |
|                |                | (1-0,0-1,2-1)  |                |                |

| 22. januar 2005 | HK Slavija | 0:6 | HK Jesenice | Dvorana Zalog, Ljubljana |

| Poročilo tekme | Poročilo tekme | Poročilo tekme | Poročilo tekme | Poročilo tekme |
| -------------- | -------------- | -------------- | -------------- | -------------- |
|                |                | (0-3,0-2,0-1)  |                |                |

#### Alba Volán Székesfehérvár - KHL Medveščak
| 18. januar 2005 | Alba Volán Székesfehérvár | 8:0 | KHL Medveščak | Ledena dvorana, Székesfehérvár |

| Poročilo tekme | Poročilo tekme | Poročilo tekme | Poročilo tekme | Poročilo tekme |
| -------------- | -------------- | -------------- | -------------- | -------------- |
|                |                | (2-0,3-0,3-0)  |                |                |

| 19. januar 2005 | Alba Volán Székesfehérvár | 3:2* | KHL Medveščak | Ledena dvorana, Székesfehérvár |

| Poročilo tekme | Poročilo tekme | Poročilo tekme    | Poročilo tekme | Poročilo tekme |
| -------------- | -------------- | ----------------- | -------------- | -------------- |
|                |                | (1-2,0-0,1-0,1-0) |                |                |

| 22. januar 2005 | KHL Medveščak | 1:2 | Alba Volán Székesfehérvár | Dom Športova, Zagreb |

| Poročilo tekme | Poročilo tekme | Poročilo tekme | Poročilo tekme | Poročilo tekme |
| -------------- | -------------- | -------------- | -------------- | -------------- |
|                |                | (0-0,0-1,1-1)  |                |                |

### Finale
| 29. januar 2005 | HK Jesenice | 4:2 | Alba Volán Székesfehérvár | Dvorana Podmežakla, Jesenice |

| Poročilo tekme | Poročilo tekme | Poročilo tekme | Poročilo tekme | Poročilo tekme |
| -------------- | -------------- | -------------- | -------------- | -------------- |
|                |                | (2-0,1-2,1-0)  |                |                |

| 30. januar 2005 | HK Jesenice | 3:0 | Alba Volán Székesfehérvár | Dvorana Podmežakla, Jesenice |

| Poročilo tekme | Poročilo tekme | Poročilo tekme | Poročilo tekme | Poročilo tekme |
| -------------- | -------------- | -------------- | -------------- | -------------- |
|                |                | (0-0,1-0,2-0)  |                |                |

| 2. februar 2005 | Alba Volán Székesfehérvár | 2:5 | HK Jesenice | Ledena dvorana, Székesfehérvár |

| Poročilo tekme | Poročilo tekme | Poročilo tekme | Poročilo tekme | Poročilo tekme |
| -------------- | -------------- | -------------- | -------------- | -------------- |
|                |                | (1-1,0-2,1-2)  |                |                |